# Croton klotzschianus
Espèce
Croton klotzschianus est une espèce de plantes à fleurs du genre Croton et de la famille des Euphorbiaceae, présente dans le Sud de l'Inde et au Sri Lanka.
Il a pour synonyme :
- Croton argutus, B.Heyne ex Wall., 1847
- Croton thwaitesianus, Müll.Arg., 1865
- Oxydectes klotzschianus, (Thwaites) Kuntze
- Oxydectes thwaitesiana, (Müll.Arg.) Kuntze